# Mayra Verónica
Mayra Verónica, född 20 augusti 1977 i Havanna, Kuba, är en kubansk fotomodell, sångare och skådespelare. 

## Biografi
Efter att 2004 ha blivit fotograferad för magasinet FHM har Mayra Verónica förekommit på omslaget till över 100 mode- och skönhetstidskrifter. Han har medverkat i ett flertal spanskspråkiga TV-shower samt olika reklamfilmer för bland annat L'Oréal och Coca-Cola.

## Diskografi

### Singlar
- 2010 – "If You Wanna Fly"
- 2011 – "Freak Like Me"
- 2011 – "Es Tan Difícil Olvidarte"

### Webbkällor
- Mayra Verónica Interview
- Mayra Verónica Biography
- Sexy Celebrity Mayra Veronica Model Supports Troops On Annual USO Tour